# Tumulus von Crucuny

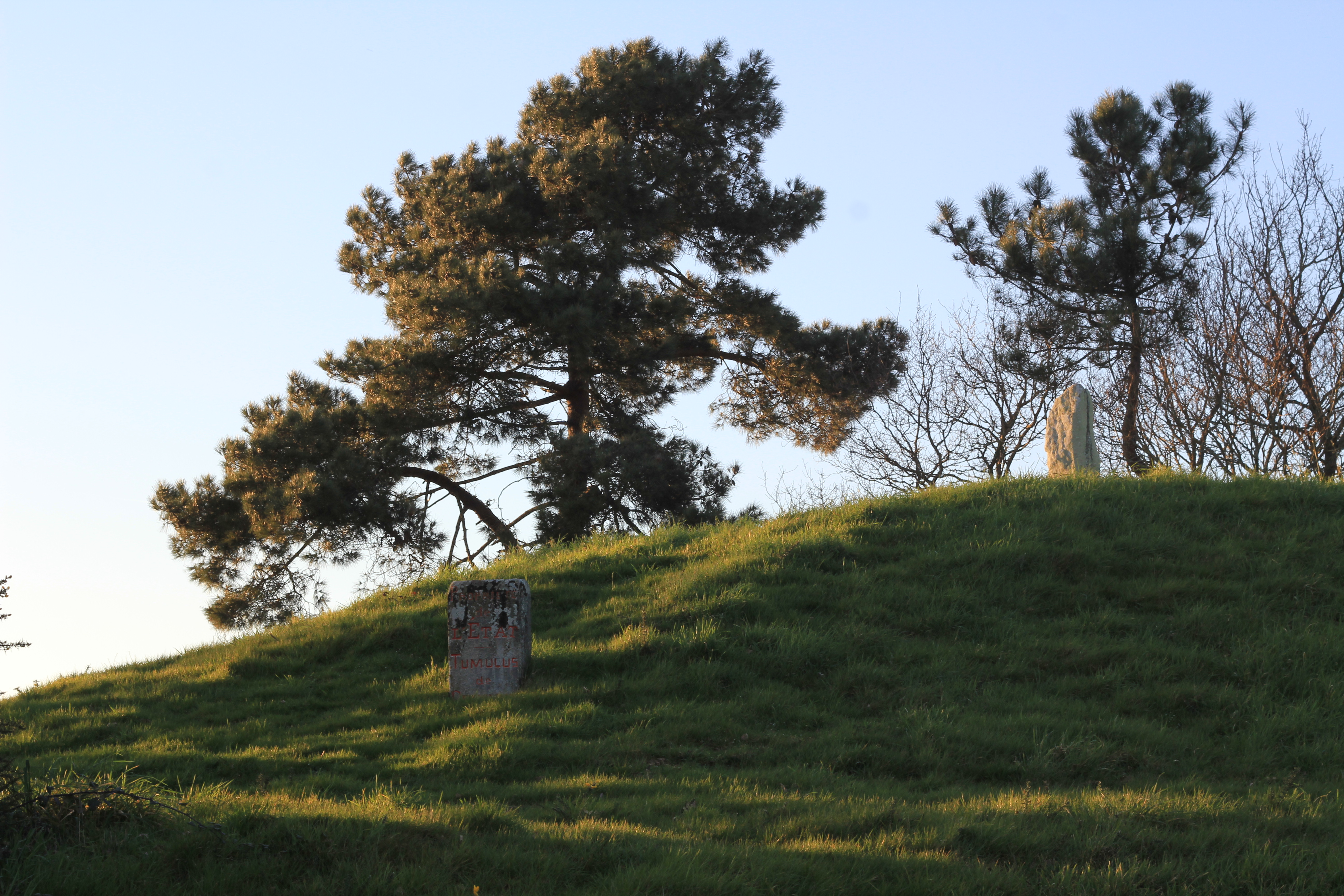
Tumulus von Crucuny

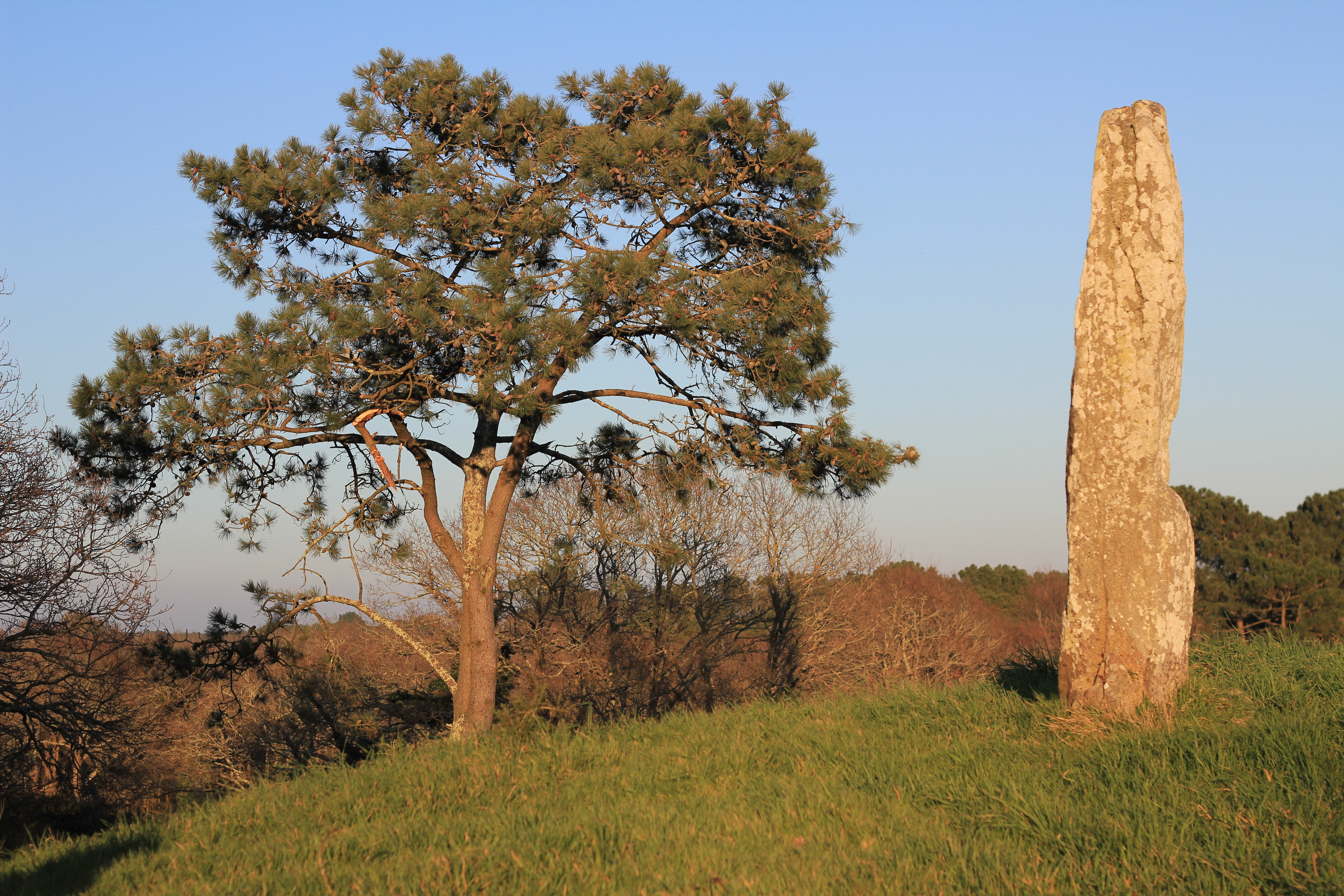
Menhir auf dem Tumulus von Crucuny

Der Tumulus von Crucuny (auch Er Mané genannt) ist ein Grabhügel nördlich von Carnac im Département Morbihan in der Bretagne in Frankreich. Er befindet sich unmittelbar nördlich des Weilers Crucuny nahe der Straße, die den Weiler mit der D768 verbindet.
Auf dem etwa 13,0 Meter hohen, 35,0 × 23,0 m messenden Tumulus aus dem Endneolithikum oder der Bronzezeit steht ein Menhir, an dessen Basis Äxte eingraviert sind. Er hat eine Höhe von 2,8 m.
Nach einer ersten undokumentierten Durchsuchung wurde er 1922 von Zacharie Le Rouzic (1864–1939) und Saint-Just Péquart (1881–1944) ausgegraben. Sie entdeckten im östlichen Teil einen schlecht aufgeführten Dolmen ohne Gang, dessen Öffnung nach Norden weist, in der Mitte eine große Steinkiste und im Westen  einige kleinere. In der Kammer haben die Archäologen mehrere steinerne Truhen entdeckt, die menschliche Knochen enthalten. Drei Skelette, begleitet von Kupferobjekten und geschliffenen Äxten und Feuerstein, bilden die archäologischen Reste. Bei der Ausgrabung wurde festgestellt, dass das Denkmal in der gallo-römischen Zeit gestört wurde. Der Tumulus wurde wieder verschlossen und präsentiert sich heute in der klassischen Form eines ovalen Tumulus.
Der Tumulus ist seit 1900 als Monument historique eingestuft.
In der Nähe liegt der Cromlech von Crucuny.